# Jules Goda
Jules Goda (Yaoundé, 30 maggio 1989) è un calciatore camerunese, portiere del Template:Calcio Montlouis.

## Carriera

### Club
Ha giocato nel campionato francese, portoghese e greco.

### Nazionale
Ha esordito con la maglia della nazionale camerunese nel 2011, venendo convocato per la Coppa d'Africa 2017.

## Palmarès

### Nazionale
- Coppa d'Africa: 1

Gabon 2017